# Jerry Pournelle
Jerry Eugene Pournelle (n. 7 august 1933, Shreveport, Louisiana, SUA – d. 8 septembrie 2017, Studio City⁠(d), California, SUA) a fost un scriitor american de literatură științifico-fantastică, eseist și jurnalist care a contribuit mai mulți ani la revista de informatică Byte și din anul 1998 întreținea propriul său blog. A colaborat cu Roland Green, Steven Barnes, Larry Niven.

## Opere
- A Spaceship for the King (1973) parte a seriei CoDominium
  - King David's Spaceship (1980) o versiune extinsă a A Spaceship for the King
- The Endless Frontier (1979)
- Seria Janissaries:
  - Janissaries (1979)
  - Tran (1996) (cu Roland J. Green) 
    - Clan and Crown: Janissaries II (1982)  (cu Roland Green)
    - Storms of Victory: Janissaries III (1987) (cu Roland Green)

  - Mamelukes: Janissaries IV
- Subseria Falkenberg's Legion, parte a seriei CoDominium
  - The Prince (2002) 
    - Prince of Mercenaries (1989)
    - Falkenberg's Legion (1990)  
      - West of Honor (1976)
      - The Mercenary (1977)

    - Go Tell the Spartans (1991)
    - Prince of Sparta (1993)
- Fires of Freedom (2009) Birth of Fire și King David's Spaceship într-un singur volum.

La mijlocul anilor 1970, Pournelle a început o colaborare fructuoasă cu Larry Niven:
- The Mote in God's Eye (1974) (parte a seriei CoDominium și a subseriei Motie)
- Inferno (1976)
- Lucifer's Hammer (1977)
- Oath of Fealty (1982)
- Footfall (1985)
- The Legacy of Heorot (1987), cu Steven Barnes
- The Gripping Hand (1991), sequel al The Mote in God's Eye (parte a seriei CoDominium și a subseriei Motie)
- Fallen Angels (1991) cu Michael Flynn
- The Dragons of Heorot  AKA Beowulf's Children (1995), cu Steven Barnes; sequel al The Legacy of Heorot
- The Burning City (2000)
- Burning Tower (2005).
- Escape from Hell (sequel al Inferno, 2009)
- Burning Mountain (în proiect).